# 友寄正人
友寄 正人（ともよせ まさと、1958年1月26日 - ）は、元セントラル・リーグのプロ野球審判員。沖縄県出身であり、同県出身のセ・リーグ審判員第1号である。（同県出身者では、パ・リーグの砂川恵玄審判が第1号である。）現役を引退した2013年シーズンまでの審判員袖番号は22。

## 来歴・人物
小禄高校、沖縄国際大学を経てビル・キナモン審判学校卒業。
自身には野球のプレイ経験は中学の1年足らずだが、小5の頃から審判に興味を持っており、小禄高校時代に沖縄県野球連盟に審判志願した。大学2年生の時には既に、高校野球沖縄県大会の審判員を任されるほどであった。
大学時代に神原中で2年間監督を務めていた。
本人曰く、少年時代は指揮者になりたかったという。
1978年よりセントラル・リーグ審判員。入局以来関西審判部に所属している。抜擢されるのが早く、1980年には22歳という若さで一軍デビューを果たす。1984年のジュニアオールスターゲームで球審を務め、1987年、オールスターゲームに初出場し、1992年には日本シリーズの初舞台を踏み、第3戦の球審を務めた。1997年に審判部主任に、2003年には副部長に昇進。2007年10月20日には、セントラル・リーグクライマックスシリーズ第2ステージ第3戦・巨人－中日戦にて通算2500試合出場を達成、2013年8月4日の巨人－阪神第17回戦で球審を務め、歴代19人目の通算3000試合出場を達成。
オールスターゲームには6回出場（1987年、1990年、1994年、1998年、2006年、2013年。内、1987年第3戦、1994年第1戦、1998年第2戦で球審）、日本シリーズ13回出場（1992年～1994年、1996年～2002年、2004年、2006年、2010年。内、1998年・2002年・2006年に第1戦、2001年に第2戦、1992年・1996年に第3戦、1997年に第4戦、1994年・2010年に第5戦、2004年に第7戦の球審）を務めた。
2009年、2009 ワールド・ベースボール・クラシックの審判員として、渡田均、中村稔、良川昌美らと派遣され、2次ラウンド2組の一塁・三塁塁審として4試合に出場した。
2009年度より、審判部副部長から審判部部長待遇に昇格。役職名変更により2011年からクルーチーフ、2013年から新設されたシニアクルーチーフとなる。
2014年1月より、井野修に替わり第2代審判長に就任。2022年シーズンをもち退任、後任は森健次郎。現在は日本野球機構（NPB）野球規則委員に就任している。

## 審判スタイル
- マスクは、2005年まではスロートガード装着型のものを使用していたが、2006年からはスロートガード一体型のマスクに変更した。
- ストライク宣告時には、特徴的な振りかぶるようなジェスチャーであったが、後にガッツポーズのようになっている。

## 審判出場記録
- 初出場：1980年7月31日、阪神対中日15回戦（甲子園）、左翼外審。
- 出場試合数：3025試合
- オールスター出場：6回（1987年、1990年、1994年、1998年、2006年、2013年）
- 日本シリーズ出場：13回（1992～1994年、1996～2002年、2004年、2006年、2010年）

（記録は2013年シーズン終了時点）